# Avidije Kasije
Gaius Avidius Cassius (* oko 130. Kyrrhos; † srpanj 175.), Bio je uzurpator u Rimskom Carstvu, koji je 175. kratko vrijeme vladao Egiptom i Sirijom.